# Collegio di Mid Bedfordshire
Mid Bedfordshire è un collegio elettorale situato nel Bedfordshire, nell'Est dell'Inghilterra, e rappresentato alla Camera dei comuni del Parlamento del Regno Unito. Elegge un membro del parlamento con il sistema first-past-the-post, ossia maggioritario a turno unico; l'attuale parlamentare è Blake Stephenson del Partito Conservatore, che rappresenta il collegio dal 2024.

## Estensione

Mid Bedfordshire dal 2010 al 204

- 1918-1950: i distretti urbani di Ampthill, Biggleswade e Leighton Buzzard, e i distretti rurali di Ampthill, Biggleswade e Eaton Bray.
- 1950-1983: i distretti urbani di Ampthill, Biggleswade e Sandy, i distretti rurali di Ampthill e Biggleswade, e parte del distretto rurale di Bedford.
- 1983-1997: i ward del distretto di Mid Bedfordshire di Ampthill, Arlesey, Biggleswade Ivel, Biggleswade Stratton, Blunham, Campton and Meppershall, Clifton and Henlow, Clophill, Haynes and Houghton Conquest, Langford, Maulden, Northill, Old Warden and Southill, Potton, Sandy All Saints, Sandy St Swithun's, Shefford, Shillington and Stondon, Stotfold, Wensley e Wrest, e i ward del borgo di North Bedfordshire di Eastcotts, Great Barford, Kempston East, Kempston Rural, Kempston West, Wilshamstead e Wootton.
- 1997-2010: i ward del distretto di Mid Bedfordshire di Ampthill, Aspley, Campton and Meppershall, Clifton and Henlow, Clophill, Cranfield, Flitton and Pulloxhill, Flitwick East, Flitwick West, Harlington, Haynes and Houghton Conquest, Marston, Maulden, Shefford, Shillington and Stondon, Westoning, Woburn e Wrest, e i ward del borgo di Bedford di Kempston Rural, Wilshamstead e Wootton.
- 2010-2024: i ward del distretto di Mid Bedfordshire di Ampthill, Aspley Guise, Clifton and Meppershall, Cranfield, Flitton, Greenfield and Pulloxhill, Flitwick East, Flitwick West, Harlington, Houghton, Haynes, Southill and Old Warden, Marston, Maulden and Clophill, Shefford, Campton and Gravenhurst, Shillington, Stondon and Henlow Camp, Silsoe, Westoning and Tingrith e Woburn, i ward del borgo di Bedford di Turvey, Wilshamstead e Wootton, e i ward del distretto di South Bedfordshire di Barton-le-Clay, Streatley e Toddington.
- dal 2024: i ward del borgo di Bedford di Cauldwell; Wixhams and Wilstead e Wootton and Kempston Rural (parrocchia di Wootton), e i ward del distretto di Central Bedfordshire di Ampthill; Aspley and Woburn; Barton-le-Clay and Silsoe; Cranfield and Marston Moretaine; Flitwick; Houghton Conquest and Haynes; Meppershall and Shillington (parrocchie di Gravenhurst e Shillington); Toddington e Westoning, Flitton and Greenfield.[1]

## Membri del parlamento
| Elezione | Elezione         | Deputato           | Partito      |
| -------- | ---------------- | ------------------ | ------------ |
|          | 1918             | Max Townley        | Conservatore |
|          | 1922             | Frederick Linfield | Liberale     |
|          | 1924             | William Warner     | Conservatore |
|          | 1929             | Milner Gray        | Liberale     |
|          | 1931             | Alan Lennox-Boyd   | Conservatore |
| 1960 (S) | Stephen Hastings |                    | Conservatore |
| 1983     | Nicholas Lyell   |                    | Conservatore |
| 1997     | Jonathan Sayeed  |                    | Conservatore |
| 2005     | Nadine Dorries   |                    | Conservatore |
|          | 2023 (S)         | Alistair Strathern | Laburista    |
|          | 2024             | Blake Stephenson   | Conservatore |

## Elezioni

### Elezioni negli anni 2020
| Partito                    | Partito                                           | Candidato                  | Risultati 4 luglio 2024 | Risultati 4 luglio 2024 |
| Partito                    | Partito                                           | Candidato                  | Voti                    | %                       |
| -------------------------- | ------------------------------------------------- | -------------------------- | ----------------------- | ----------------------- |
|                            | Conservatore                                      | Blake Stephenson           | 16 912                  | 34,08                   |
|                            | Laburista                                         | Maahwish Mirza             | 15 591                  | 31,42                   |
|                            | Reform UK                                         | David Holland              | 8 594                   | 17,32                   |
|                            | Lib Dem                                           | Stuart Roberts             | 4 068                   | 8,20                    |
|                            | Verdi                                             | Cade Sibley                | 2 584                   | 5,21                    |
|                            | Indipendente                                      | Gareth Mackey              | 1 700                   | 3,43                    |
|                            | Social Democratico                                | Richard Brunning           | 172                     | 0,35                    |
|                            |                                                   |                            |                         |                         |
| Iscritti                   | Iscritti                                          | Iscritti                   | 76 218                  | 100,00                  |
| ↳ Votanti (% su iscritti)  | ↳ Votanti (% su iscritti)                         | ↳ Votanti (% su iscritti)  | 49 621                  | 65,10                   |
| ↳ Astenuti (% su iscritti) | ↳ Astenuti (% su iscritti)                        | ↳ Astenuti (% su iscritti) | 26 597                  | 34,90                   |
|                            |                                                   |                            |                         |                         |
|                            | Esito: collegio passa da Laburista a Conservatore |                            |                         |                         |

| Partito                    | Partito                                           | Candidato                           | Risultati 19 ottobre 2023 | Risultati 19 ottobre 2023 |
| Partito                    | Partito                                           | Candidato                           | Voti                      | %                         |
| -------------------------- | ------------------------------------------------- | ----------------------------------- | ------------------------- | ------------------------- |
|                            | Laburista                                         | Alistair Strathern                  | 13 872                    | 34,07                     |
|                            | Conservatore                                      | Festus Akinbusoye                   | 12 680                    | 31,14                     |
|                            | Lib Dem                                           | Emma Holland-Lindsay                | 9 420                     | 23,13                     |
|                            | Indipendente                                      | Gareth Mackey                       | 1 865                     | 4,58                      |
|                            | Reform UK                                         | Dave Holland                        | 1 487                     | 3,65                      |
|                            | Verdi                                             | Cade Sibley                         | 732                       | 1,80                      |
|                            | Monster Raving Loony                              | Ann Kelly                           | 249                       | 0,61                      |
|                            | Democratici Inglesi                               | Antonio Vitiello                    | 107                       | 0,26                      |
|                            | Alleanza dei Popoli Cristiani                     | Sid Cordle                          | 101                       | 0,25                      |
|                            | True & Fair Party                                 | Alan Victor                         | 93                        | 0,23                      |
|                            | Heritage                                          | Alberto Thomas                      | 63                        | 0,15                      |
|                            | —                                                 | Prince Ankit Love, Emperor of India | 27                        | 0,07                      |
|                            | Mainstream                                        | Chris Rooney                        | 24                        | 0,06                      |
|                            |                                                   |                                     |                           |                           |
| Iscritti                   | Iscritti                                          | Iscritti                            | 92 578                    | 100,00                    |
| ↳ Votanti (% su iscritti)  | ↳ Votanti (% su iscritti)                         | ↳ Votanti (% su iscritti)           | 40 720                    | 43,98                     |
| ↳ Astenuti (% su iscritti) | ↳ Astenuti (% su iscritti)                        | ↳ Astenuti (% su iscritti)          | 51 858                    | 56,02                     |
|                            |                                                   |                                     |                           |                           |
|                            | Esito: collegio passa da Conservatore a Laburista |                                     |                           |                           |

### Elezioni negli anni 2010
| Partito                    | Partito                                   | Candidato                  | Risultati 12 dicembre 2019 | Risultati 12 dicembre 2019 |
| Partito                    | Partito                                   | Candidato                  | Voti                       | %                          |
| -------------------------- | ----------------------------------------- | -------------------------- | -------------------------- | -------------------------- |
|                            | Conservatore                              | Nadine Dorries             | 38 692                     | 59,79                      |
|                            | Laburista                                 | Rhianon Meades             | 14 027                     | 21,67                      |
|                            | Lib Dem                                   | Rachel McGann              | 8 171                      | 12,63                      |
|                            | Verdi                                     | Gareth Ellis               | 2 478                      | 3,83                       |
|                            | Indipendente                              | Alan Victor                | 812                        | 1,25                       |
|                            | Monster Raving Loony                      | Ann Kelly                  | 536                        | 0,83                       |
|                            |                                           |                            |                            |                            |
| Iscritti                   | Iscritti                                  | Iscritti                   | 87 795                     | 100,00                     |
| ↳ Votanti (% su iscritti)  | ↳ Votanti (% su iscritti)                 | ↳ Votanti (% su iscritti)  | 64 717                     | 73,71                      |
| ↳ Astenuti (% su iscritti) | ↳ Astenuti (% su iscritti)                | ↳ Astenuti (% su iscritti) | 23 078                     | 26,29                      |
|                            |                                           |                            |                            |                            |
|                            | Esito: collegio confermato a Conservatore |                            |                            |                            |

| Partito                    | Partito                                   | Candidato                  | Risultati 8 giugno 2017 | Risultati 8 giugno 2017 |
| Partito                    | Partito                                   | Candidato                  | Voti                    | %                       |
| -------------------------- | ----------------------------------------- | -------------------------- | ----------------------- | ----------------------- |
|                            | Conservatore                              | Nadine Dorries             | 38 936                  | 61,66                   |
|                            | Laburista                                 | Rhianon Meades             | 17 953                  | 28,43                   |
|                            | Lib Dem                                   | Lisa French                | 3 798                   | 6,01                    |
|                            | Verdi                                     | Gareth Ellis               | 1 794                   | 2,84                    |
|                            | Monster Raving Loony                      | Ann Kelly                  | 667                     | 1,06                    |
|                            |                                           |                            |                         |                         |
| Iscritti                   | Iscritti                                  | Iscritti                   | 82 331                  | 100,00                  |
| ↳ Votanti (% su iscritti)  | ↳ Votanti (% su iscritti)                 | ↳ Votanti (% su iscritti)  | 63 148                  | 76,70                   |
| ↳ Astenuti (% su iscritti) | ↳ Astenuti (% su iscritti)                | ↳ Astenuti (% su iscritti) | 19 183                  | 23,30                   |
|                            |                                           |                            |                         |                         |
|                            | Esito: collegio confermato a Conservatore |                            |                         |                         |

| Partito                    | Partito                                   | Candidato                  | Risultati 7 maggio 2015 | Risultati 7 maggio 2015 |
| Partito                    | Partito                                   | Candidato                  | Voti                    | %                       |
| -------------------------- | ----------------------------------------- | -------------------------- | ----------------------- | ----------------------- |
|                            | Conservatore                              | Nadine Dorries             | 32 544                  | 56,05                   |
|                            | Laburista                                 | Charlynne Pullen           | 9 217                   | 15,87                   |
|                            | UKIP                                      | Nigel Wickens              | 8 966                   | 15,44                   |
|                            | Lib Dem                                   | Linda Jack                 | 4 193                   | 7,22                    |
|                            | Verdi                                     | Gareth Ellis               | 2 462                   | 4,24                    |
|                            | Indipendente                              | Tim Ireland                | 384                     | 0,66                    |
|                            | Monster Raving Loony                      | Ann Kelly                  | 294                     | 0,51                    |
|                            |                                           |                            |                         |                         |
| Iscritti                   | Iscritti                                  | Iscritti                   | 81 089                  | 100,00                  |
| ↳ Votanti (% su iscritti)  | ↳ Votanti (% su iscritti)                 | ↳ Votanti (% su iscritti)  | 58 060                  | 71,60                   |
| ↳ Astenuti (% su iscritti) | ↳ Astenuti (% su iscritti)                | ↳ Astenuti (% su iscritti) | 23 029                  | 28,40                   |
|                            |                                           |                            |                         |                         |
|                            | Esito: collegio confermato a Conservatore |                            |                         |                         |

| Partito                    | Partito                                   | Candidato                  | Risultati 6 maggio 2010 | Risultati 6 maggio 2010 |
| Partito                    | Partito                                   | Candidato                  | Voti                    | %                       |
| -------------------------- | ----------------------------------------- | -------------------------- | ----------------------- | ----------------------- |
|                            | Conservatore                              | Nadine Dorries             | 28 815                  | 52,49                   |
|                            | Lib Dem                                   | Linda Jack                 | 13 663                  | 24,89                   |
|                            | Laburista                                 | David Reeves               | 8 108                   | 14,77                   |
|                            | UKIP                                      | Bill Hall                  | 2 826                   | 5,15                    |
|                            | Verdi                                     | Malcolm Bailey             | 773                     | 1,41                    |
|                            | Democratici                               | John Cooper                | 712                     | 1,30                    |
|                            |                                           |                            |                         |                         |
| Iscritti                   | Iscritti                                  | Iscritti                   | 76 034                  | 100,00                  |
| ↳ Votanti (% su iscritti)  | ↳ Votanti (% su iscritti)                 | ↳ Votanti (% su iscritti)  | 54 897                  | 72,20                   |
| ↳ Astenuti (% su iscritti) | ↳ Astenuti (% su iscritti)                | ↳ Astenuti (% su iscritti) | 21 137                  | 27,80                   |
|                            |                                           |                            |                         |                         |
|                            | Esito: collegio confermato a Conservatore |                            |                         |                         |

### Elezioni negli anni 2000
| Partito                    | Partito                                   | Candidato                  | Risultati 5 maggio 2005 | Risultati 5 maggio 2005 |
| Partito                    | Partito                                   | Candidato                  | Voti                    | %                       |
| -------------------------- | ----------------------------------------- | -------------------------- | ----------------------- | ----------------------- |
|                            | Conservatore                              | Nadine Dorries             | 23 345                  | 46,30                   |
|                            | Lib Dem                                   | Mark Chapman               | 11 990                  | 23,78                   |
|                            | Laburista                                 | Martin Lindsay             | 11 351                  | 22,51                   |
|                            | UKIP                                      | Richard Joselyn            | 1 372                   | 2,72                    |
|                            | Verdi                                     | Ben Foley                  | 1 292                   | 2,56                    |
|                            | Veritas                                   | Howard Martin              | 769                     | 1,53                    |
|                            | Indipendente                              | Saqhib Ali                 | 301                     | 0,60                    |
|                            |                                           |                            |                         |                         |
| Iscritti                   | Iscritti                                  | Iscritti                   | 73 821                  | 100,00                  |
| ↳ Votanti (% su iscritti)  | ↳ Votanti (% su iscritti)                 | ↳ Votanti (% su iscritti)  | 50 420                  | 68,30                   |
| ↳ Astenuti (% su iscritti) | ↳ Astenuti (% su iscritti)                | ↳ Astenuti (% su iscritti) | 23 401                  | 31,70                   |
|                            |                                           |                            |                         |                         |
|                            | Esito: collegio confermato a Conservatore |                            |                         |                         |

| Partito                    | Partito                                   | Candidato                  | Risultati 7 giugno 2001 | Risultati 7 giugno 2001 |
| Partito                    | Partito                                   | Candidato                  | Voti                    | %                       |
| -------------------------- | ----------------------------------------- | -------------------------- | ----------------------- | ----------------------- |
|                            | Conservatore                              | Jonathan Sayeed            | 22 109                  | 47,41                   |
|                            | Laburista                                 | James Valentine            | 14 043                  | 30,11                   |
|                            | Lib Dem                                   | Graham Mabbutt             | 9 205                   | 19,74                   |
|                            | UKIP                                      | Chris Laurence             | 1 281                   | 2,75                    |
|                            |                                           |                            |                         |                         |
| Iscritti                   | Iscritti                                  | Iscritti                   | 85 945                  | 100,00                  |
| ↳ Votanti (% su iscritti)  | ↳ Votanti (% su iscritti)                 | ↳ Votanti (% su iscritti)  | 46 638                  | 54,26                   |
| ↳ Astenuti (% su iscritti) | ↳ Astenuti (% su iscritti)                | ↳ Astenuti (% su iscritti) | 39 307                  | 45,74                   |
|                            |                                           |                            |                         |                         |
|                            | Esito: collegio confermato a Conservatore |                            |                         |                         |

## Risultati dei referendum

### Referendum sulla permanenza del Regno Unito nell'Unione europea del 2016
|             | Collegio         | Lasciare UE % | Rimanere in UE % |
| ----------- | ---------------- | ------------- | ---------------- |
|             | Mid Bedfordshire | 52,2%         | 47,8%            |
| Inghilterra | 53,3%            | 46,7%         |                  |
| Regno Unito | 51,9%            | 48,1%         |                  |